# Metropolitansko mesto Genova
Metropolitansko mesto Genova (italijansko città metropolitana di Genova) je metropolitansko mesto v deželi Ligurija v severni Italiji. Njegovo glavno mesto je mesto Genova. Leta 2015 je nadomestilo pokrajino Genovo. Ima 67 občin (comuni) na površini 1833,79 kvadratnih kilometrov in skupno približno 818.651 prebivalcev (leta 2025).

## Zgodovina
Najprej je bila ustanovljena z reformo lokalnih oblasti (zakon 142/1990), nato pa je bila vzpostavljena z zakonom 56/2014. Deluje od 1. januarja 2015. 
Z ustanovitvijo Genovske republike v 11. stoletju je bilo celotno ozemlje, ki ji je bilo podrejeno, razdeljeno na podrejene lokalne podesterije. Hkrati so na nekaterih območjih genovskega ozemlja različne plemiške družine tistega časa upravljale gospostva, podrejena ali v drugih primerih celo delno neodvisna od Genove; med njimi so bile Fieschi, Spinola, Doria in Malaspina, med najbolj znanimi. Upravne in jurisdikcijske delitve ozemlja so večkrat privedle tudi do spopadov med mesti, včasih celo sosednjimi, v prid ali proti prevladi La Superbe.
Zgodovina provincialnega ozemlja je ostala skoraj v celoti povezana z zgodovinskimi dejstvi, ki so vplivala na Genovsko republiko, vse do njenega konca leta 1797. Leta 1800 je Napoleon postal cesar in kralj Italije, država pa je postala del [[Prvo Francosko cesarstvo|Francoskega cesarstva]g. Ko je bil Napoleon leta 1814 poražen, je postala del Kraljevine Sardinije. Takrat je bila Genova najpomembnejše pristaniško in trgovsko središče v Italiji.
Mesto Genova je bilo ustanovljeno leta 1859 z odlokom in je bilo ustanovljeno 1. marca 1860. Prvi predsednik je bil odvetnik Antonio Caveri. Razdeljeno je bilo na pet okrožij: Levante, Chiavari, Genova, Savona in Albenga, ki so v veliki meri ustrezala prejšnjim delitvam Genovske republike, ki se je razpadla po Napoleonovem italijanskem pohodu. Kralj Viktor Emanuel II. je leta 1875 odobril grb mesta, ki ga je fašistična vlada leta 1933 spremenila z dodatkom fasces.

## Občine
10 največjih občin po številu prebivalcev je:
| Municipality            | Število prebivalcev (2025) |
| ----------------------- | -------------------------- |
| Genova                  | 563.947                    |
| Rapallo                 | 29.513                     |
| Chiavari                | 27.442                     |
| Sestri Levante          | 17.237                     |
| Lavagna                 | 12.323                     |
| Arenzano                | 11.179                     |
| Recco                   | 9295                       |
| Cogoleto                | 8332                       |
| Santa Margherita Ligure | 8320                       |
| Serra Riccò             | 7554                       |

- Arenzano
- Avegno
- Bargagli
- Bogliasco
- Borzonasca
- Busalla
- Camogli
- Campo Ligure
- Campomorone
- Carasco
- Casarza Ligure
- Casella
- Castiglione Chiavarese
- Ceranesi
- Chiavari
- Cicagna
- Cogoleto
- Cogorno
- Coreglia Ligure
- Crocefieschi
- Davagna
- Fascia
- Favale di Malvaro
- Fontanigorda
- Genova
- Gorreto
- Isola del Cantone
- Lavagna
- Leivi
- Lorsica
- Lumarzo
- Masone
- Mele
- Mezzanego
- Mignanego
- Moconesi
- Moneglia
- Montebruno
- Montoggio
- Ne, Liguria|Ne
- Neirone
- Orero, Liguria|Orero
- Pieve Ligure
- Portofino
- Propata
- Rapallo
- Recco
- Rezzoaglio
- Ronco Scrivia
- Rondanina
- Rossiglione
- Rovegno
- San Colombano Certenoli
- Sant'Olcese
- Santa Margherita Ligure
- Santo Stefano d'Aveto
- Savignone
- Serra Riccò
- Sestri Levante
- Sori, Liguria|Sori
- Tiglieto
- Torriglia
- Tribogna
- Uscio
- Valbrevenna
- Vobbia
- Zoagli

## Galerija
- Naravni park Aveto
- Pristanišče Genova je najbolj prometno v Italiji
- Doževa palača, Genova
- Rapallo
- Chiavari
- Sestri Levante
- Lavagna
- Arenzano